# On a Plain
"On a Plain" é uma canção da banda Grunge americana Nirvana.
É a décima primeira faixa do álbum Nevermind de 1991.

## História
"On a Plain" foi escrita por Kurt Cobain em 1990. A canção foi a primeira do disco a ser gravada em estúdio em 1º de janeiro de 1991 por Craig Montgomery, em Seattle, Washington. "On a Plain" estreiou ao vivo em 29 de maio de 1991, em Los Angeles, Califórnia.
"On a Plain" foi gravada para o Nevermind em maio ou junho de 1991 por Butch Vig em North Hollywood. Foi lançada como um single no verão de 1992, e se tornou um hit de rock alternativo moderado.
Uma versão acústica foi gravada durante a MTV Unplugged com o Nirvana em 18 de novembro de 1993. Esta versão aparece no MTV Unplugged em New York, lançado em novembro de 1994. Possui Lori Goldston no violoncelo.
A performance ao vivo aparece em 1994 no Live! Tonight! Sold Out!!.

## Posições
| Ano  | Carta                             | Posição |
| ---- | --------------------------------- | ------- |
| 1992 | U.S. Billboard Modern Rock Tracks | 25      |

1. ↑  "Nirvana - On a Plain - Alternative Songs Chart". billboard.com. Retrieved on January 31, 2013.